# Далибор Радичевић
Далибор Радичевић (Алексинац, 15. јануар 1976) је српски политичар и председник општине Алексинац од 2020. године. Пореклом је из села Трњана.

## Биографија
По струци је дипломирани инжењер машинства, завршио је Машински факултет Универзитета у Нишу. Радио је фабрици Механика на Алексиначком Руднику, а затим у локалним медијима као директор новинског предузећа Реч радника, а касније и телевизије Алт (угашена 2016, после двадесет година рада, и постала приватна телевизија Босфорус у турском власништву). Биран је за одборника скупштине општине Алексинац у више наврата, а такође је 2014. и 2016. године био народни посланик у Народној скупштини Републике Србије. Мандат му је потврђен и 2020. године, али га је одбио јер је изабран за председника општине Алексинац, што је његова тренутна функција (реизабран 18. јула 2024). Члан је Српске напредне странке. Цинс - центар за истраживачко новинарство Србије је истраживао све посланике у периоду од 2016 - 2020, укључујући и Радичевића, у оквиру своје базе "Колико кошта посланик".